# La Florida
La Florida é uma das 32 comunas que compõem a cidade de Santiago, capital do Chile.

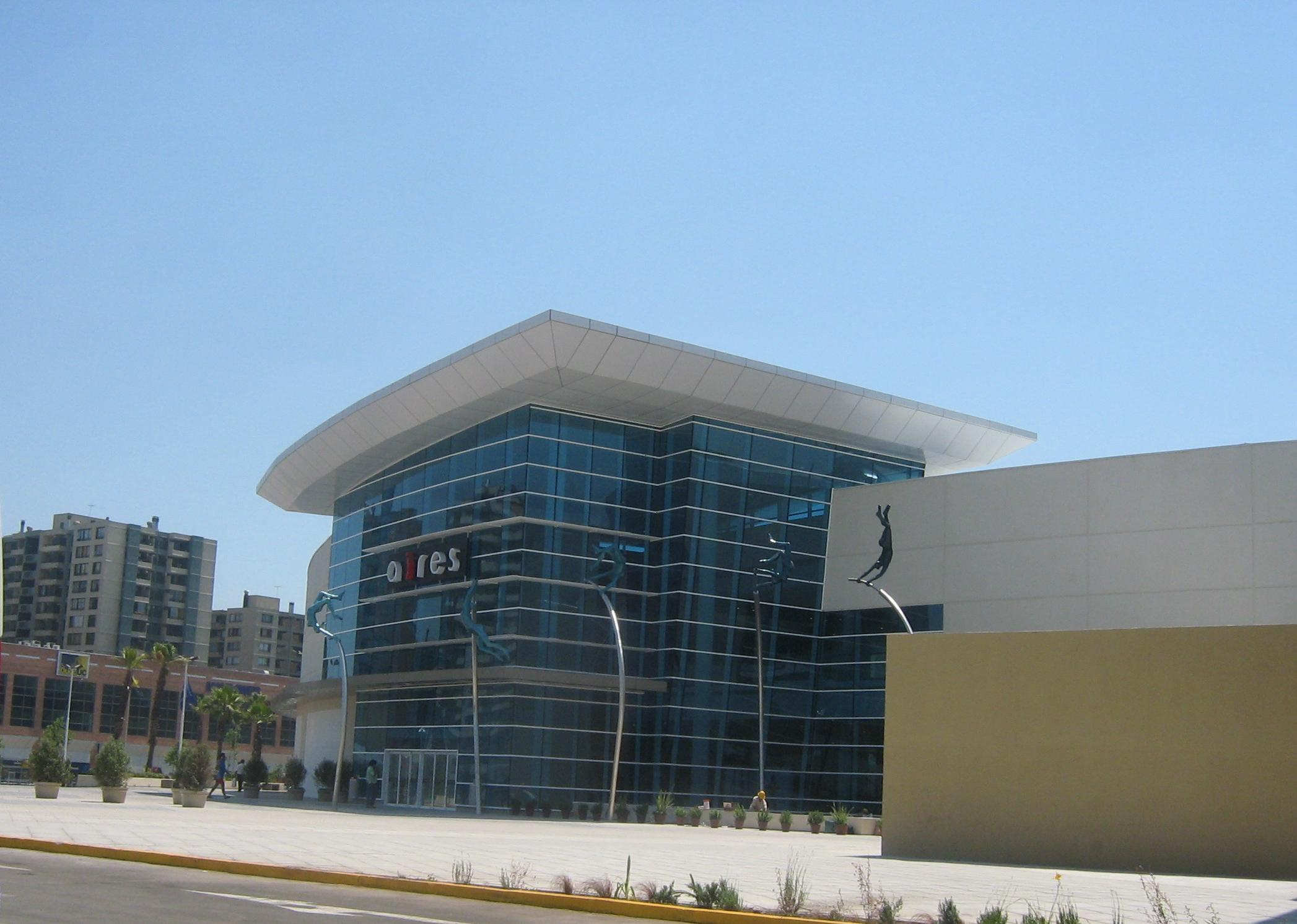

A comuna limita-se: a norte com Peñalolén e Macul; a sudeste com San José de Maipo (província de Cordillera); a sul com Puente Alto (província de Cordillera); a oeste com San Joaquín, La Granja e La Pintana.